# Enghausener Kreuz

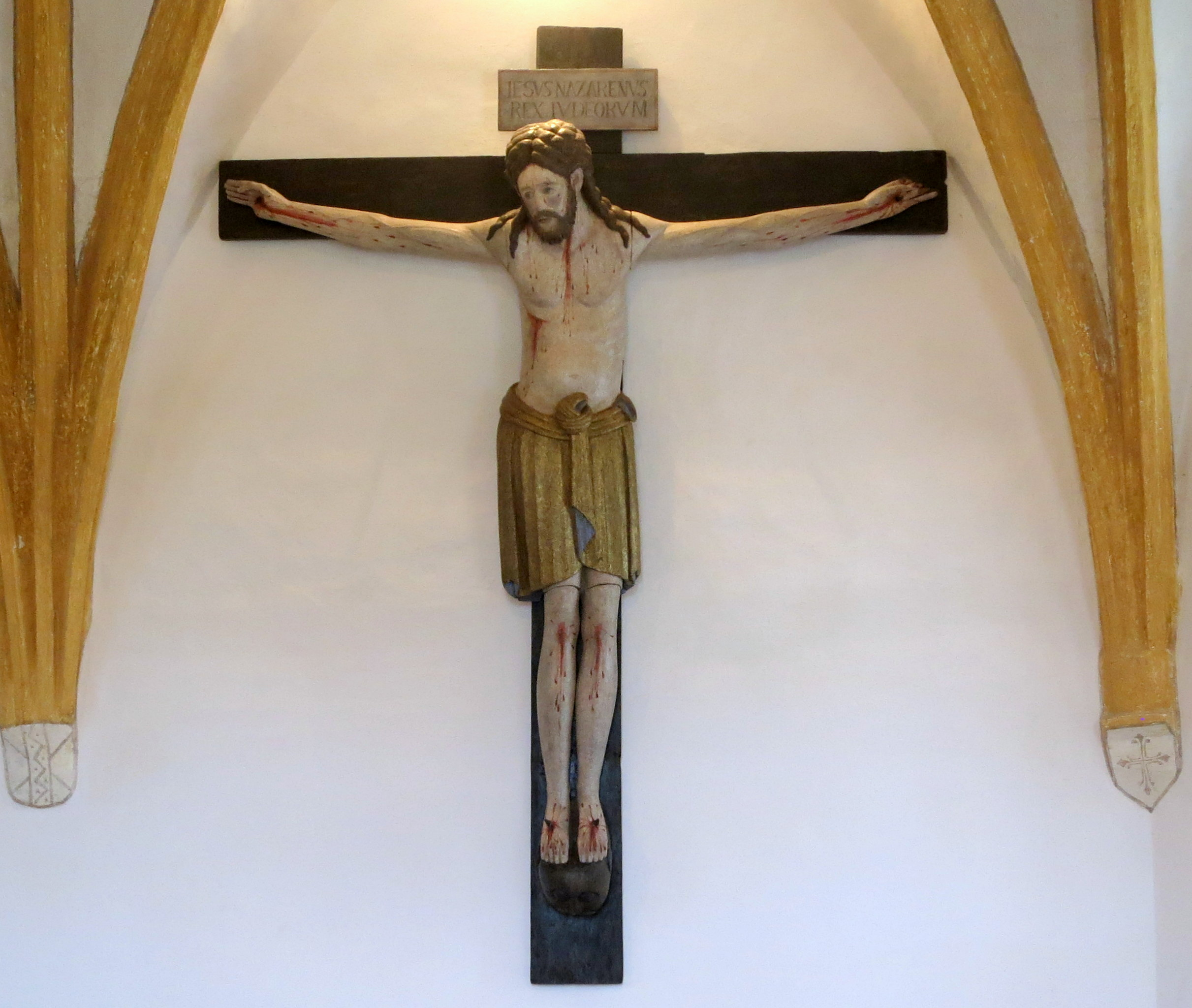
Das Enghausener Kreuz aus spätkarolingischer Zeit

Das Enghausener Kreuz gilt als das älteste überlebensgroße Kruzifix und damit als das älteste Monumentalkreuz überhaupt. Das Werk aus Holz befindet sich in der Filialkirche Hl. Kreuzauffindung in Enghausen (Gemeinde Mauern) im Landkreis Freising.

## Historischer Hintergrund

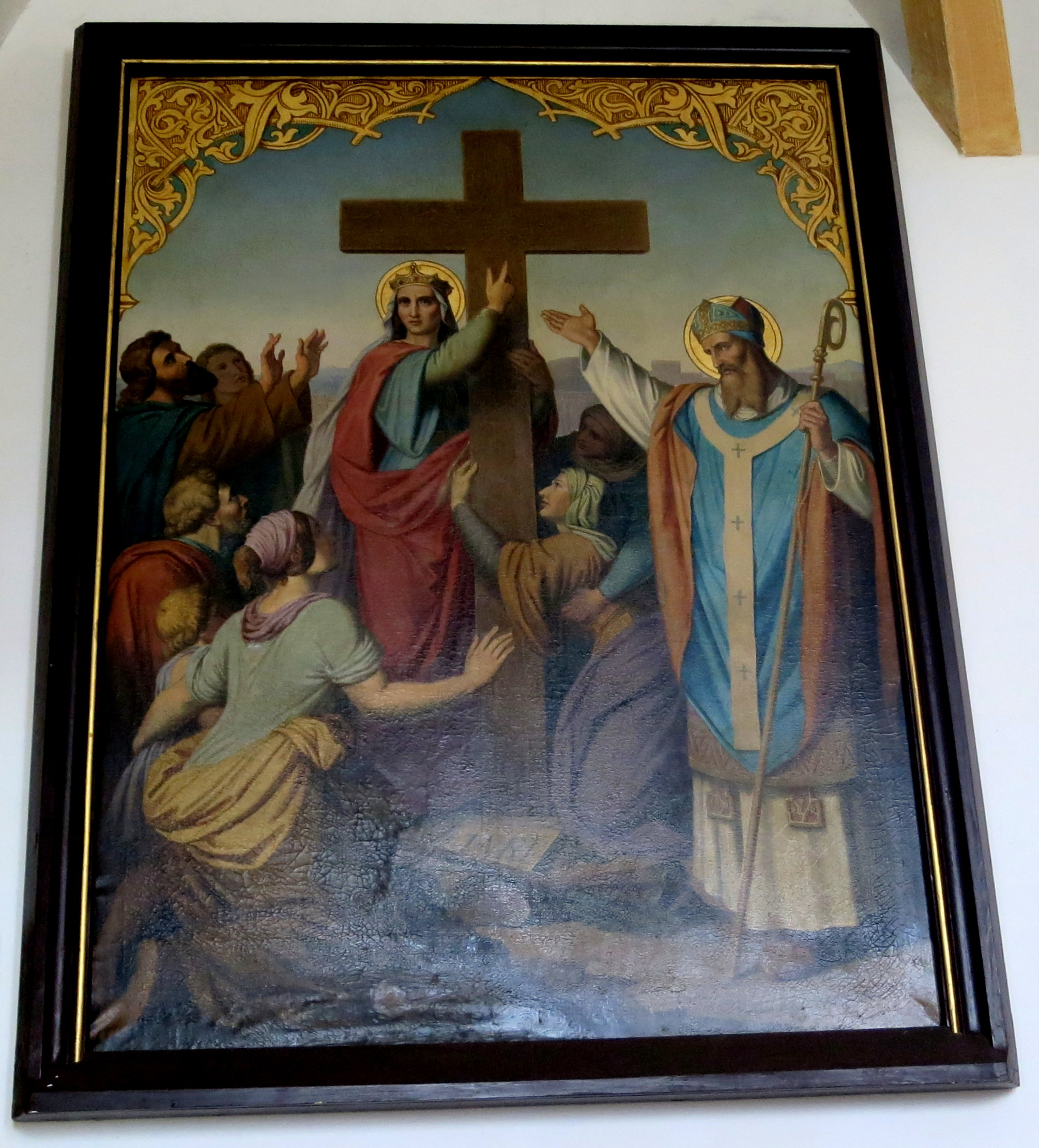
Bild von der Kreuzauffindung in der Kirche

Es wurde schon längere Zeit vermutet, dass das monumentale Schnitzwerk aus der ehemaligen Benediktiner- und späteren Stiftskirche St. Kastulus im nahen Moosburg stammt. Dieses Kloster wurde 895 n. Chr. dem Freisinger Bischof Waldo übereignet. Im 11. Jahrhundert erfolgte die Umwandlung in ein Chorherrenstift, dem die Kirche von Enghausen inkorporiert war. Möglicherweise wurde dieses Kreuz wegen eines hochrangigen Stifters – es könnte König Arnulf selbst gewesen sein – in Ehren gehalten und dann an die Filialkirche übergeben, als eine spätgotische Neuausstattung des Kastulusmünsters erfolgte. In der Folge dieser Erneuerung entstand auch das bedeutende Kreuz von Hans Leinberger.
Zu einem unbekannten Zeitpunkt wechselte die Kirche in Enghausen ihr Patrozinium. An die Stelle des Hl. Stephanus trat die Auffindung des Hl. Kreuzes.

## Kunsthistorische Einordnung und Beschreibung

### Größe
Das Kreuz ist 2,32 Meter hoch und 1,78 Meter breit, der Korpus 1,88 Meter hoch und 1,75 Meter breit. Es stammt neueren Untersuchungen zufolge aus der Zeit zwischen 890 und 900 und könnte im Zusammenhang mit der Kaiserkrönung Arnulfs von Kärnten 895 entstanden sein. Es ist wohl das älteste Monumentalkreuz überhaupt, das sich bis heute erhalten hat.

### Darstellung des Gekreuzigten

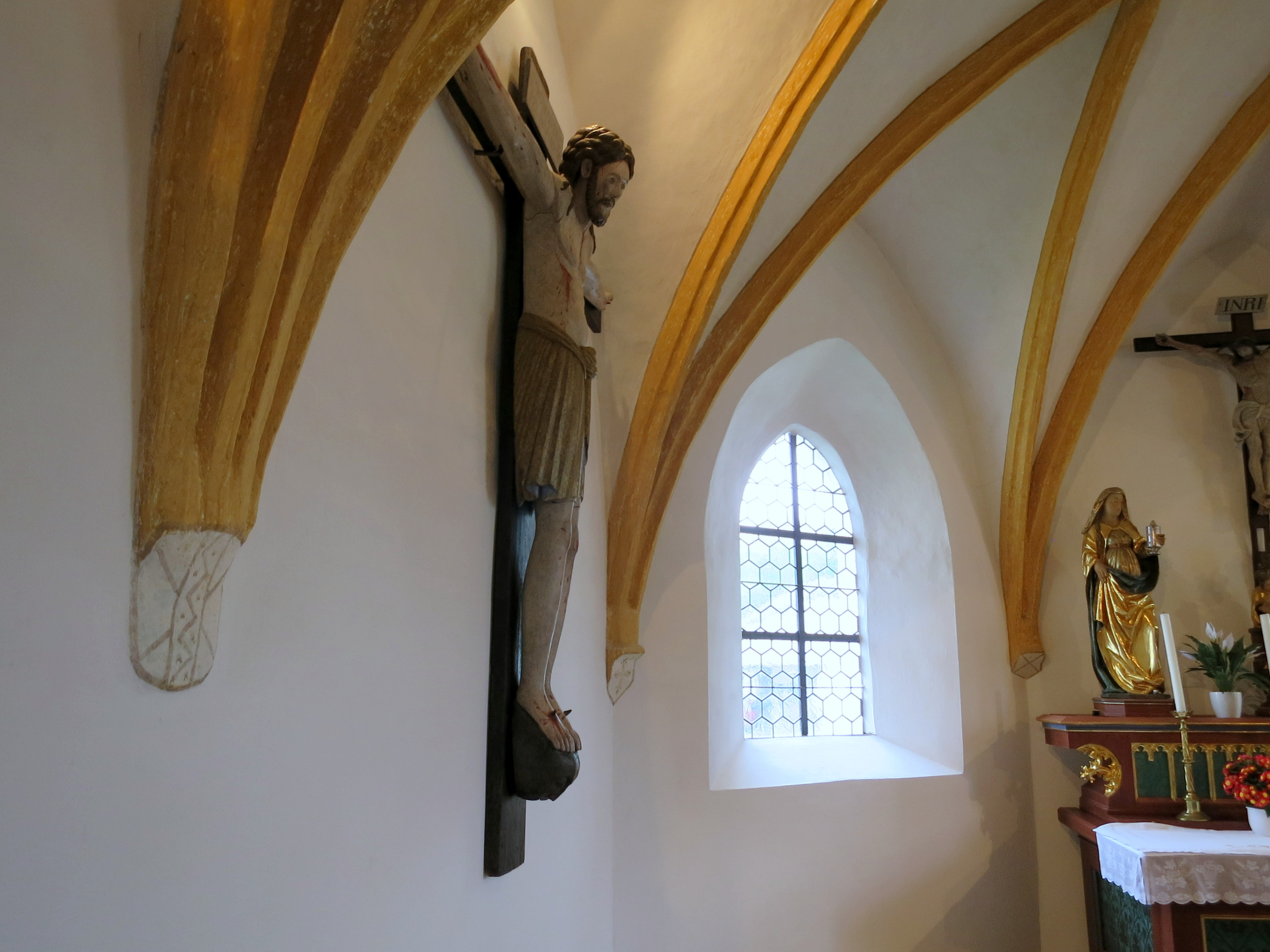
Platz neben dem Altar an der linken Chorwand

Christus ist mit vier Nägeln ans Kreuz geschlagen und auf einem Suppedaneum stehend dargestellt, das als Dämonenkopf ausgebildet ist. Christus wird als „der göttliche Mensch, der in seiner Würde und hoheitsvollen Größe als Erlöser und Überwinder von Tod und Leid“ den Betrachter anblicke, dargestellt. Damit entspricht das Kreuz der in der karolingischen Zeit üblichen Christusdarstellung und hebt sich von der Romanik ab, die Christus bevorzugt als König darstellte. Und auch von späteren Kunstepochen, die Christus als Leidenden betonen. Auch die Haartracht Christi und das Fehlen einer Dornen- oder Königskrone weisen auf die karolingische Kunstepoche hin.
Eine wichtige Sache ist die Fassung. Zwölf Zustände wurden nachgewiesen, allerdings von den ersten fünf nur Spuren. Als wesentlicher Unterschied zur Sichtfassung, die vermutlich aus dem 17. Jahrhundert stammt, ist die Farbigkeit des Lendentuchs in den ältesten Fassungen zu betonen. Es war nämlich dunkelrot, während es heute goldfarben ist. Auch die aufgemalten Wundmale und Blutbahnen gehören dieser Fassung der frühen Neuzeit an. Sie sind schnitzerisch nicht entsprechend angelegt.

## Renovierung und Altersbestimmung

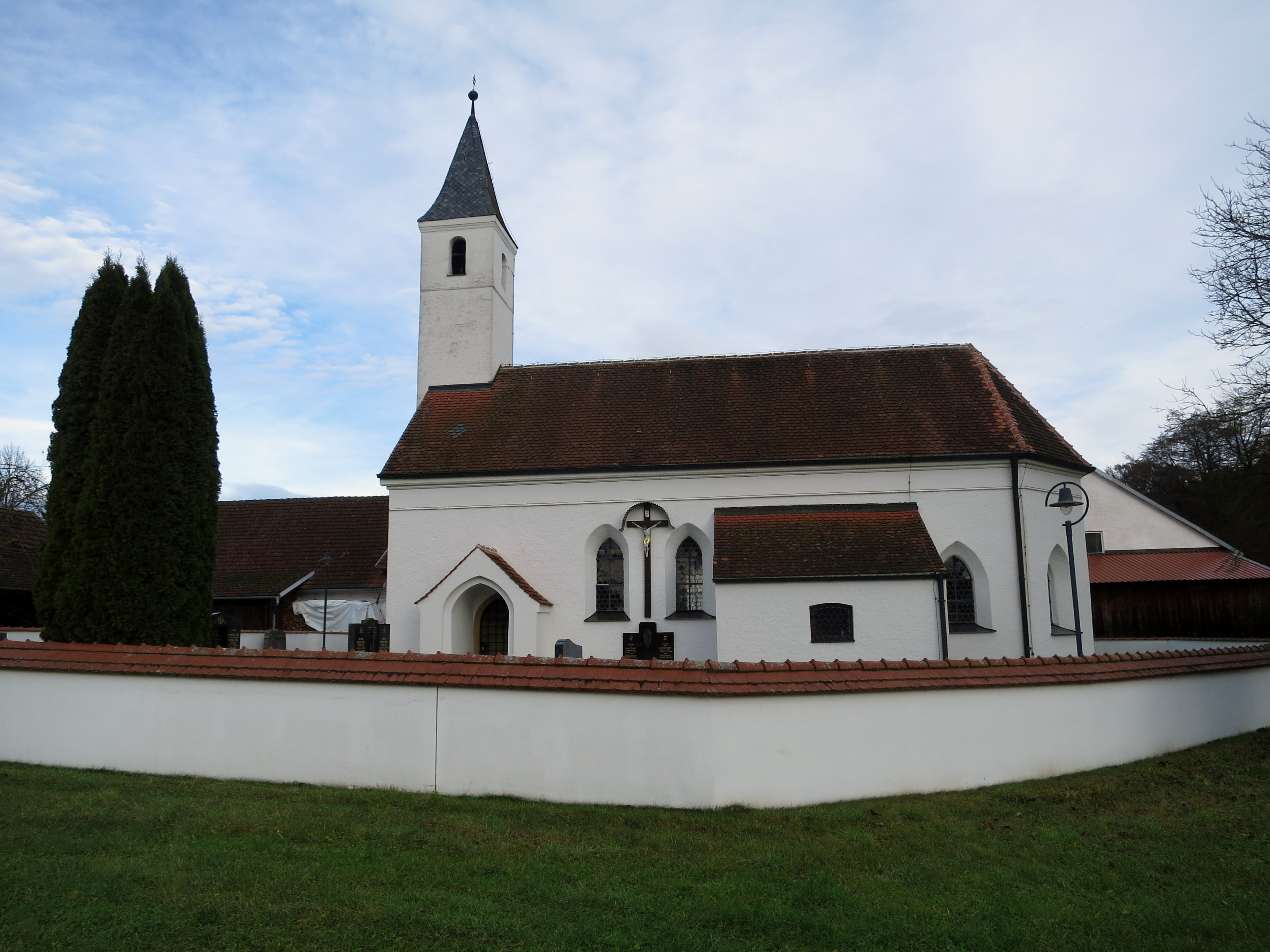
Katholische Filialkirche Hl. Kreuzauffindung in Enghausen

Das Enghausener Kreuz wurde von 2004 bis 2006 umfassend restauriert, da die Fassung instabil und das Kreuz allgemein sehr verunreinigt war. Die Restaurierung brachte auch das genaue Alter des Enghausener Kreuzes ans Licht. Vorher hatte man das Kreuz etwa 300 Jahre jünger in die Romanik datiert.
Eine routinemäßige Altersbestimmung nach der C-14-Methode, die später durch Referenz- und Gegenproben bestätigt wurde, ergab die ziemlich sichere Datierung auf das letzte Jahrzehnt des 9. Jahrhunderts, also die späte Karolingerzeit. Wie schon erwähnt stützt auch sein heutiger Standort in der Filialkirche „Hl. Kreuzauffindung“ in Enghausen die Theorie, dass das Kreuz ursprünglich aus dem von Arnulf besonders geförderten ehemaligen Benediktinerkloster Moosburg stammt, zu dem Enghausen lange Zeit kirchenrechtlich gehörte.

## Heutiger Zustand

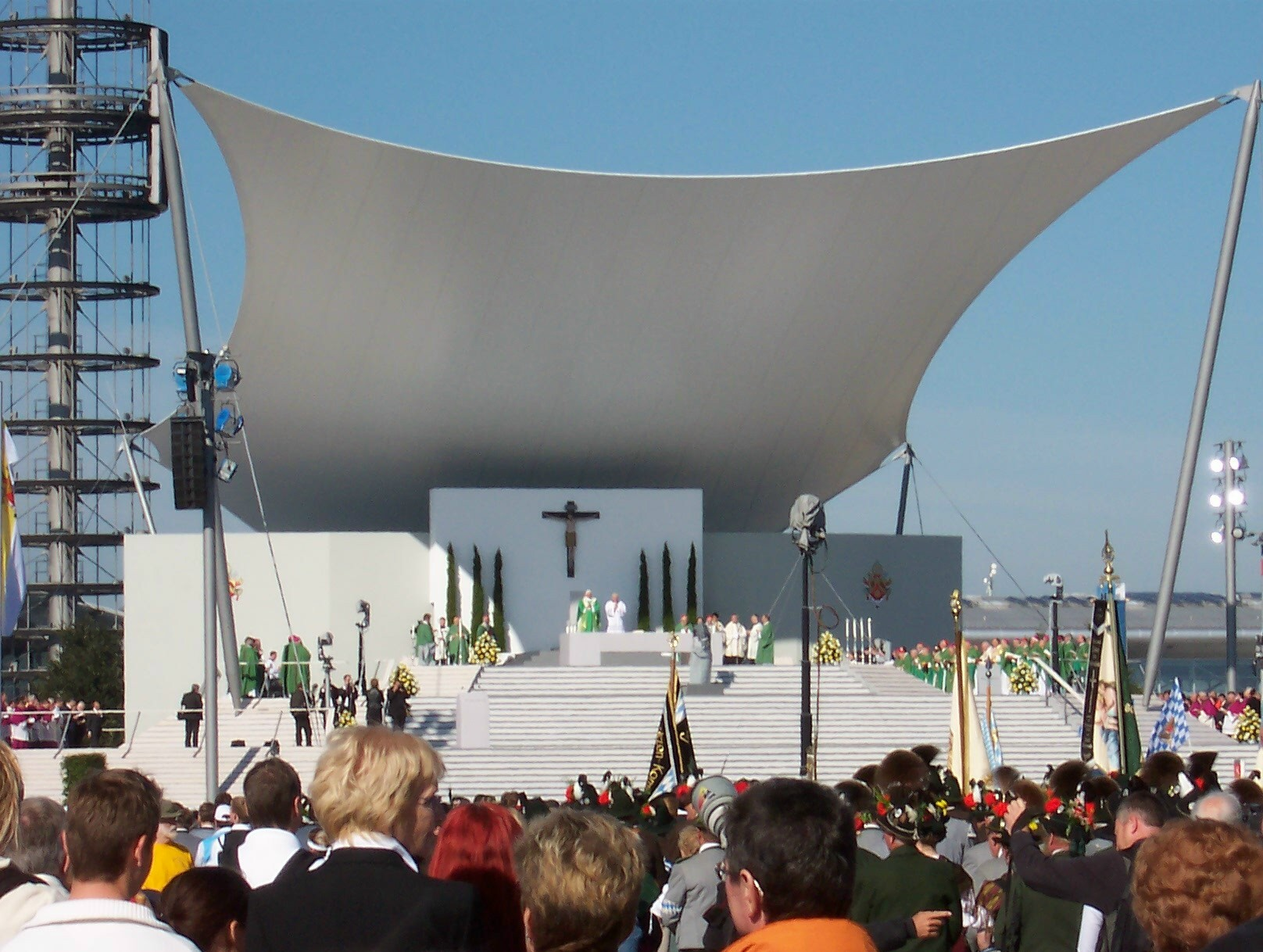
Enghausener Kreuz am 10. September 2006 beim Gottesdienst des Papstes in Riem an der Rückwand über der Kathedra

Nach der abgeschlossenen Restaurierung wurde das Kreuz am 5. Mai 2006 wieder in die Filialkirche in Enghausen, das zur Pfarrei St. Johannes Baptist Priel gehört, gebracht. Das Diözesanmuseum in Freising hätte diese Seltenheit eines karolingischen Monumentalkreuzes natürlich gerne in seine Sammlungen sakraler Kunst eingefügt, aber es blieb auf bischöfliche Verfügung hin in Enghausen. Die Filialkirche bekam zur Sicherung ihres Schatzes eine neue Alarmanlage.
Während des Besuches Papst Benedikts XVI. schmückte das Enghausener Kreuz am 10. September 2006 beim Gottesdienst in Riem die Rückwand über der Kathedra des Papstes.